# Orden de Boyacá
La Orden de Boyacá es la máxima condecoración civil que el Gobierno de la República de Colombia concede a militares y la primera a ciudadanos destacados por su servicio a la patria, y también a personalidades extranjeras de países amigos de Colombia cuyos actos han redundado en favor del país o de la humanidad.
Fue creada por el Libertador Simón Bolívar en reconocimiento a los combatientes que participaron en la campaña libertadora de 1819. La primera imposición se realizó en la Plaza Mayor de Bogotá el 18 de septiembre de 1819, día en que se celebró el triunfo de la Batalla de Boyacá.
El 7 de agosto de cada año los miembros de la Orden de Boyacá deben reunirse para rendir un homenaje a los padres de la patria y a los miembros ya fallecidos de la orden.

## Historia
El Decreto 1667 del 8 de agosto de 1919 y con ocasión de la celebración del primer centenario de esa campaña y recuerdo conmemorativo que estimulase el amor a las glorias militares y la veneración a los libertadores, el gobierno de Marco Fidel Suárez impuso a los oficiales del ejército la Cruz de Boyacá, en forma de una cruz de Malta de cinco centímetros de diámetro, en cuyo centro iba la bandera nacional rodeada de un círculo de oro y la inscripción: Centenario de Boyacá. La concesión de la Cruz de Boyacá se hizo extensiva a partir de 1922 a los militares y a los diplomáticos de naciones amigas de Colombia a quienes el Gobierno quiera concederla, disponiendo que tuviese forma de cruz de Malta de 43 mm de diámetro con brazos adornados de esmalte azul y llevase en su centro, en alto relieve, el busto del Libertador rodeado de un círculo de esmalte azul con la inscripción: Colombia - Centenario de Boyacá.

## Categorías
La Orden de Boyacá fue dividida en las siguientes tres categorías por el Decreto 513 de 1922:
- Para jefes de Estado, ministros, diplomáticos y generales de división y brigada se concede la Cruz de Boyacá Extraordinaria en oro.
- Para jefes de Estado la Gran Cruz Extraordinaria lleva un broche de esmeralda.
- Para oficiales superiores la Cruz de Boyacá de primera clase.
- Para oficiales inferiores la Cruz de Boyacá de tercera clase.

Por Decreto número 94 de 1935 se introdujeron algunas modificaciones en los Estatutos de la Orden.
A partir de 1950 se distingue la Orden Militar y la Orden Civil, la primera se distinguía de la segunda en el uso de una cinta con los colores de la bandera, pero después fue abolido y en la actualidad no hay distinción física entre ambas órdenes.
Con el fin de propender por la exaltación la Orden y velar para que su prestigio se acreciente por Decreto número 1612 del 10 de julio de 1952 se estableció que el 7 de agosto fuera el día de la Orden de Boyacá, fecha en que los agraciados deben congregarse con el fin de rendir homenaje a los Libertadores, Mártires y Próceres de la Independencia, para enaltecer las glorias patrias y para consagrar un recuerdo a la memoria de los miembros de la Orden, ya desaparecidos.
Finalmente, por Decreto número 2396 de 16 de agosto de 1954, se codificaron todas las disposiciones existentes y se reformaron los Estatutos de manera definitiva.
A través del decreto 2919 del 30 de octubre de 1980 se creó el grado de Gran Collar de la Orden de Boyacá, reservado exclusivamente para jefes de Estado.

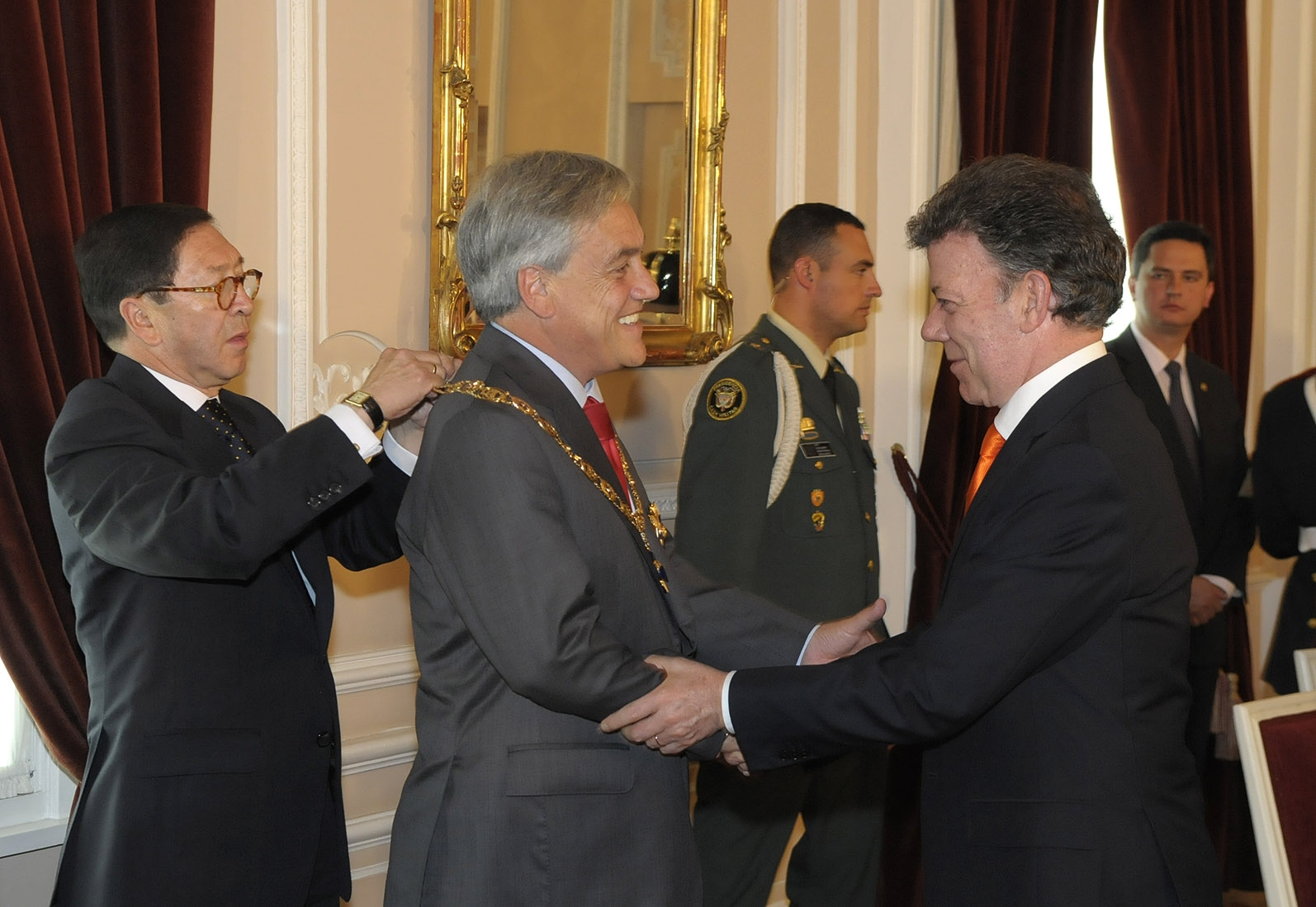
El presidente de Chile Sebastián Piñera recibe el Gran Collar de la Orden en la Casa de Nariño el 24 de noviembre de 2010.

## Otorgamiento
La Orden de Boyacá fue establecida como premio y estímulo a los miembros de las Fuerzas Militares que hayan sobresalido por virtudes excepcionales tales como: Tiempo de servicio a una institución del Estado, en la Armada 50 años de servicio o cuando los Oficiales de Insignia lleven un año en su nuevo grado.
Para el personal militar la medalla es usada en ceremonias militares y la venera que es una representación de la condecoración otorgada, es usada con el uniforme diario. Existe una réplica de la medalla en tamaño miniatura usada en eventos sociales.

## Grados
De acuerdo con el decreto 2396 del 16 de agosto de 1954, el Presidente de Colombia es el Gran Maestre de la Orden de Boyacá y los grados en los cuales se concede la condecoración son siete.

### Gran Cruz extraordinaria

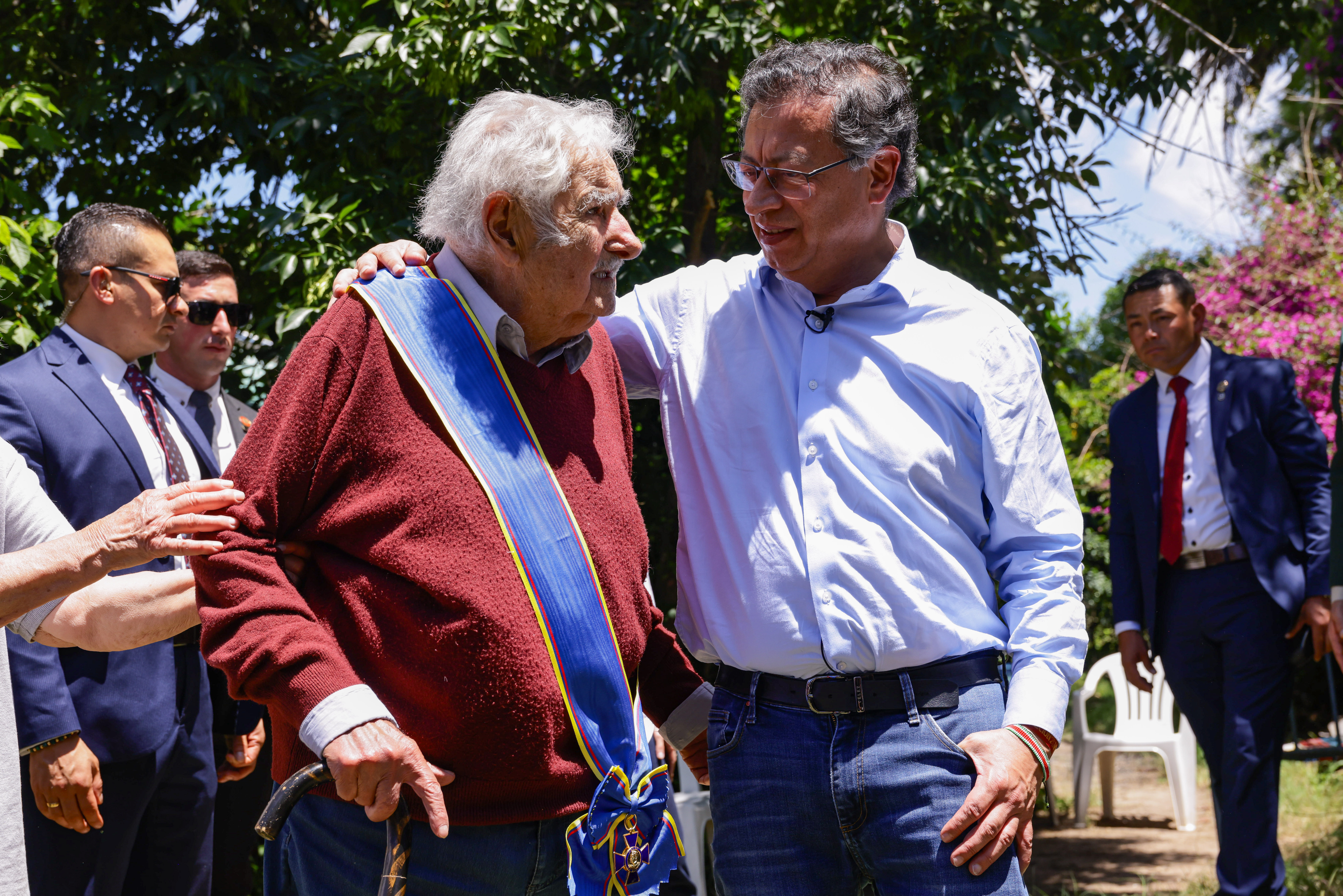
José Mujica siendo condecorado con la Gran Cruz extraordinaria en 2024

Se podrá conceder exclusivamente a los jefes de Estado, exjefes de Estado, presidentes electos y cardenales colombianos.

### Gran Cruz
Podrá concederse a cardenales, embajadores, ministros de Estado, mariscales, generales de las Fuerzas Armadas, almirantes, así como a nacionales o extranjeros cuya categoría equivalga a las ya citadas.

### Placa deGran Oficial
Podrá concederse a embajadores acreditados especialmente para la transmisión del mando, a enviados extraordinarios y ministros plenipotenciarios, arzobispos, mayores y brigadieres generales, contralmirantes, vicealmirantes, así como a nacionales y extranjeros cuya categoría equivalga a las ya citadas.

### Cruz de Plata
Constituye un grado único, se otorgará solamente a entidades o personas jurídicas a quienes el Consejo las haya concedido, teniendo en cuenta su antigüedad, importancia sobresaliente de su objetivo institucional y señalados servicios prestados al país.

### Comendador
Podrá concederse a enviados extraordinarios y ministros plenipotenciarios acreditados especialmente para la transmisión del mando, a ministros residentes, a encargados de negocios titulares, obispos, coroneles y tenientes coroneles, mayores, capitanes de navío, fragata o corbeta, así como a nacionales o extranjeros cuya categoría equivalga a las ya citadas.

### Oficial
Podrá concederse a encargados de negocios ad interim, consejeros, primeros secretarios, cónsules generales, capitanes, tenientes de navío y a personalidades extranjeras o nacionales asimiladas a estos grados, que se hayan distinguido por sus servicios a Colombia.

### Caballero
Podrá concederse a segundos y terceros secretarios, cónsules y vicecónsules, agregados a embajadas y legaciones, tenientes y subtenientes, tenientes de fragata y corbeta, suboficiales de las FF. MM., religiosos cuyos servicios a la Patria y virtudes sean eminentemente meritorios, y a personalidades extranjeras o nacionales que se hayan distinguido por sus servicios a Colombia. Los agregados militares, civiles y de aeronáutica a misiones extranjeras acreditadas en Colombia, si son condecorados, lo serán de acuerdo con el grado militar que tengan.

## Condecorados civiles

### sigloXX
| Año  | País                               | Grado                 | Nombre                                                  |
| ---- | ---------------------------------- | --------------------- | ------------------------------------------------------- |
| 1919 | Bandera de Colombia                | Gran Oficial          | Rafael Negret Vivas                                     |
| 1924 | Bandera de España                  | Gran Cruz             | Andrés Martínez Vargas                                  |
| 1925 | Bandera de Venezuela               | Gran Cruz             | Juan Vicente Gómez                                      |
| 1925 | Bandera de España                  | Gran Cruz             | Alfonso XIII de España                                  |
| 1935 | Bandera de Colombia                |                       | Guillermo Uribe Holguín                                 |
| 1936 | Bandera de Colombia                |                       | Antonio María Valencia                                  |
| 1937 | Bandera de Checoslovaquia          |                       | Tomáš Masaryk                                           |
| 1937 | Bandera de Checoslovaquia          |                       | Edvard Beneš                                            |
| 1938 | Bandera de Perú                    |                       | Víctor Manuel Arévalo Delgado                           |
| 1938 | Bandera de Colombia                |                       | Juan N. Corpas                                          |
| 1939 | Bandera de Colombia                |                       | Jesús María Zamora                                      |
| 1939 | Bandera de Colombia                | Laura Montoya         |                                                         |
| 1939 | Bandera de Colombia                | Efraím Martínez       |                                                         |
| 1940 | Bandera de Colombia                | Caballero             | Arcesio Aragón                                          |
| 1940 | Bandera de Colombia                | Gran Cruz             | Rafael Maya                                             |
| 1943 | Bandera de Ecuador                 |                       | Víctor Mideros                                          |
| 1952 | Bandera de Colombia                |                       | Héctor Botero                                           |
| 1954 | Bandera de Alemania                | Gran Cruz             | Konrad Adenauer                                         |
| 1954 | Bandera de Colombia                |                       | Jaime Aparicio Rodewalt                                 |
| 1954 | Bandera de Colombia                | Oficial               | Belisario Ruiz Wilches                                  |
| 1957 | Bandera de Colombia                |                       | Rafael Puyana                                           |
| 1961 | Bandera de Colombia                |                       | Facultad de Ingeniería-Universidad Nacional de Colombia |
| 1962 | Bandera de Venezuela               |                       | Ramón J. Velásquez                                      |
| 1963 | Bandera de Taiwán                  | Gran Collar           | Chiang Kai Shek                                         |
| 1965 | Bandera de Colombia                |                       | León de Greiff                                          |
| 1966 | Bandera de Colombia                |                       | Ramón Atalaya Varela                                    |
| 1966 | Bandera de Colombia                | Comendador            | Enrique Pérez Arbelaez                                  |
| 1968 | Bandera de El Salvador             | Gran Cruz             | Rafael Barraza Monterrosa                               |
| 1968 | Bandera de Colombia                | Placa de Gran Oficial | Arturo Duque Villegas                                   |
| 1971 | Bandera de Colombia                | Caballero             | Carlos Vieco Ortiz                                      |
| 1971 | Bandera de la República Dominicana |                       | Jaime Manuel Fernández González                         |
| 1974 | Bandera de Colombia                |                       | Argelino Durán Quintero                                 |
| 1976 | Bandera de Colombia                |                       | Pedro Nel Gómez                                         |
| 1977 | Bandera de Colombia                | Cruz de Plata         | Universidad del Cauca                                   |
| 1977 | Bandera de Alemania                |                       | Leopoldo Rother                                         |
| 1977 | Bandera de Colombia                |                       | Fernando Botero                                         |
| 1978 | Bandera de Colombia                |                       | Jorge Villamil                                          |
| 1978 | Bandera de España                  | Gran Collar           | Juan Carlos I de España                                 |
| 1979 | Bandera de México                  | Gran Collar           | José López Portillo                                     |
| 1979 | Bandera de Estados Unidos          |                       | Diego Cortes Asencio                                    |
| 1981 | Bandera de Colombia                |                       | Carlos Julio Ramírez                                    |
| 1982 | Bandera de Colombia                |                       | José Miguel Amín                                        |
| 1982 | Bandera de Colombia                | Cruz de Plata         | Colegio Mayor de San Bartolomé                          |
| 1986 | Bandera de Estados Unidos          |                       | Richard Evans Schultes                                  |
| 1987 | Bandera de Colombia                |                       | Luis Herrera                                            |
| 1989 | Bandera de Japón                   | Gran Collar           | Akihito                                                 |
| 1989 | Bandera de Polonia                 |                       | Wojciech Jaruzelski                                     |
| 1991 | Bandera de Canadá                  | Comendador            | Luz Castro de Gutiérrez                                 |
| 1992 | Bandera de Colombia                |                       | Hernán Echavarría Olózaga                               |
| 1992 | Bandera de Colombia                |                       | Débora Arango                                           |
| 1992 | Bandera de Colombia                |                       | Rodolfo Llinás                                          |
| 1992 | Bandera de Colombia                |                       | Diana Turbay (póstuma)                                  |
| 1992 | Bandera de Colombia                | Gran Cruz             | Alejandro Obregón                                       |
| 1992 | Bandera de Marruecos               | Gran Cruz             | Youssef Fassi Fihri                                     |
| 1992 | Bandera de Polonia                 | Gran Cruz             | Mieczyslaw Biernacki                                    |
| 1993 | Bandera de Colombia                |                       | Álvaro Mutis                                            |
| 1993 | Bandera de Canadá                  |                       | Lauchlin Currie                                         |
| 1994 | Bandera de Colombia                |                       | Francisco Maturana                                      |
| 1999 | Bandera de Colombia                |                       | Osvaldo José Rodríguez Osorio                           |
| 1999 | Bandera de España                  | Gran Cruz             | Abel Matutes                                            |
| 1999 | Bandera de Paraguay                |                       | Alberto Nogués                                          |
| 1999 | Bandera de España                  | Gran Oficial          | Eduardo Gutiérrez Sáenz de Buruaga                      |
| 1999 | Bandera de España                  |                       | Pedro Núñez Morgades                                    |
| 1999 | Bandera de Ecuador                 | Gran Collar           | Lucio Gutiérrez                                         |
| 1999 | Bandera de Colombia                | Gran Oficial          | Yannis Mirlet Hincapie Hinojosa                         |

### sigloXXI
| Año                 | País                               | Grado                           | Nombre                                            |
| ------------------- | ---------------------------------- | ------------------------------- | ------------------------------------------------- |
| 2000                | Bandera de Colombia                | Cruz de Plata                   | Colegio San Carlos                                |
| 2001                | Bandera de Colombia                | Cruz de Plata                   | Colegio San Bartolomé La Merced                   |
| 2001                | Bandera de Colombia                | Gran Cruz                       | Adolfo Carvajal Quelquejeu                        |
| 2001                | Bandera de Bolivia                 | Gran Collar                     | Jorge Quiroga Ramírez                             |
| 2002                | Bandera de Colombia                | Gran Cruz                       | Clemencia Forero Ucrós                            |
| 2002                | Bandera de Colombia                | Cruz de Plata                   | Provincia Agustiniana de Nuestra Señora de Gracia |
| 2002                | Bandera de Colombia                |                                 | Consuelo Araújo Noguera (póstuma)                 |
| 2002                | Bandera de Perú                    | Gran Cruz                       | Diego García-Sayán Larrabure                      |
| 2002                | Bandera de Colombia                | Gran Cruz                       | Gustavo Bell                                      |
| 2002                | Bandera de Colombia                | Gran Cruz                       | Eduardo Ramírez Villamizar                        |
| 2002                | Bandera de Colombia                | Gran Cruz                       | Juan Luis Londoño De la Cuesta (póstuma)          |
| 2003                | Bandera de Colombia                |                                 | Mario Laserna Pinzón                              |
| 2003                | Bandera de Colombia                | Jaime Tobón Villegas            |                                                   |
| 2004                | Bandera de Perú                    |                                 | Alejandro Toledo Manrique                         |
| 2004                | Bandera de Colombia                | Gran Cruz                       | Julio Mario Santo Domingo                         |
| 2004                | Bandera de Colombia                | Gran Cruz                       | Luis Carlos Sarmiento Angulo                      |
| 2004                | Bandera de Colombia                | Gran Cruz                       | Germán Montoya Vélez                              |
| 2005                | Bandera de Colombia                | Comendadora                     | Teresita Gómez                                    |
| 2005                | Bandera de Colombia                |                                 | Albeiro Reyes Bueno                               |
| 2005                | Bandera de Palestina               | Gran Cruz                       | Ibrahim Alzeben                                   |
| 2006                | Bandera de Colombia                | Gran Cruz                       | Corte Suprema de Justicia                         |
| 2006                | Bandera de Venezuela               |                                 | Alí Rodríguez Araque                              |
| 2007                | Bandera de Uruguay                 | Gran Cruz                       | Juan Pablo Corlazzoli                             |
| 2007                | Bandera de Colombia                | Cruz                            | Paulina de Castro                                 |
| 2007                | Bandera de Colombia                | Gran Oficial                    | Pedro Castro Monsalvo (póstuma)                   |
| 2008                | Bandera de Colombia                | Oficial                         | César Rincón                                      |
| 2009                | Bandera de Colombia                | Comendador                      | Jorge Molina Moreno                               |
| 2009                | Bandera de Colombia                | Cruz de Plata                   | Liceo de Cervantes                                |
| 2010                | Bandera de Colombia                |                                 | Adolfo Arango Montoya                             |
| 2010                | Bandera de Colombia                | Juan Gómez Martínez             |                                                   |
| 2010                | Bandera de Colombia                | Gran Collar                     | Juan Manuel Santos                                |
| 2010                | Bandera de Colombia                | José María Acevedo              |                                                   |
| 2010                | Bandera de Colombia                | Gabriel Harry                   |                                                   |
| 2010                | Bandera de Colombia                | Ignacio Vélez Escobar           |                                                   |
| 2010                | Bandera de Chile                   | Gran Collar                     | Sebastián Piñera                                  |
| 2011                | Bandera de España                  |                                 | Fernando Fernández Martín                         |
| 2011                | Bandera de Colombia                |                                 | Edinson Bravo                                     |
| 2011                | Bandera de Colombia                | Diego Fernando Ortega Vargas    |                                                   |
| 2011                | Bandera de Colombia                | Rita Combariza Cruz             |                                                   |
| 2011                | Bandera del Reino Unido            | Gran Collar                     | Tony Blair                                        |
| 2011                | Bandera de Estados Unidos          |                                 | Francis Wehri                                     |
| 2012                | Bandera de Colombia                |                                 | Mariana Pajón                                     |
| 2012                | Bandera de Colombia                | Rigoberto Urán                  |                                                   |
| 2012                | Bandera de Colombia                | Óscar Figueroa                  |                                                   |
| 2012                | Bandera de Colombia                | Carlos Oquendo                  |                                                   |
| 2012                | Bandera de Colombia                | Yuri Alvear                     |                                                   |
| 2012                | Bandera de Colombia                | Caterine Ibargüen               |                                                   |
| 2012                | Bandera de Colombia                | Óscar Muñoz                     |                                                   |
| 2012                | Bandera de Colombia                | Jackeline Rentería              |                                                   |
| 2013                | Bandera de Colombia                | Comendador                      | Nairo Quintana                                    |
|                     |                                    | Orden de Boyacá - caballero     | Rafael Antonio Cartagena Saenz                    |
|                     |                                    |                                 | Leandro Díaz                                      |
| 2014                | Bandera de Colombia                |                                 | Alfonso Gómez Méndez                              |
| 2014                | Bandera de Colombia                | Roberto Gerlein Echeverría      |                                                   |
| 2015                |                                    |                                 |                                                   |
| Bandera de España   | Gran Cruz                          | José Manuel García-Margallo     |                                                   |
| Bandera de España   | Gran Collar                        | Felipe VI de España             |                                                   |
| Bandera de España   | Gran Cruz                          | Letizia Ortiz Rocasolano        |                                                   |
| Bandera de Colombia | Gran Cruz                          | Fuad Char                       |                                                   |
| Bandera de Perú     | Gran Collar                        | Ollanta Humala                  |                                                   |
| 2016                | Bandera de Estados Unidos          |                                 | Joe Biden                                         |
| 2017                | Bandera de Colombia                |                                 | Germán Vargas Lleras                              |
| 2018                | Bandera de Argentina               |                                 | José Pekerman                                     |
| 2018                | Bandera de España                  |                                 | Ángel Martín Peccis                               |
| 2018                | Bandera de España                  |                                 | Santiago Rengifo                                  |
| 2018                | Bandera de Colombia                |                                 | Fonseca                                           |
| 2018                | Bandera de Colombia                | Carlos Arcesio Paz Bautista     |                                                   |
| 2018                | Bandera de Colombia                | Carlos Raúl Yepes Jiménez       |                                                   |
| 2018                | Bandera de Colombia                | Jorge Londoño Saldarriaga       |                                                   |
| 2018                | Bandera de Colombia                | Antonio Celia Martínez-Aparicio |                                                   |
| 2018                | Bandera de Colombia                | Ernesto Macías Tovar            |                                                   |
| 2019                | Bandera de México                  |                                 | Marina de la Garza (Tiempo Mágico)                |
| 2019                | Bandera de México                  | Gran Cruz                       | David Manzur                                      |
| 2019                | Bandera de México                  | Gran Cruz                       | Nicacio Martínez Espinel                          |
| 2019                | Bandera de Perú                    | Gran Cruz                       | Mario Vargas Llosa                                |
| 2020                | Bandera de Colombia                | Cruz de Plata                   | Avianca                                           |
| 2021                | Bandera de Colombia                | Comendador                      | Plinio Apuleyo Mendoza                            |
| 2021                | Bandera de Colombia                | Comendador                      | Diana Trujillo                                    |
| 2021                | Bandera de Corea del Sur           | Gran Collar                     | Moon Jae-in                                       |
| 2022                | Bandera de la República Dominicana | Gran Collar                     | Luis Abinader                                     |
| 2022                | Bandera de Colombia                | Gran Cruz                       | Gustavo Petro                                     |
| 2023                | Bandera de Chile                   | Gran Collar                     | Gabriel Boric                                     |
| 2024                | Bandera de Uruguay                 | Grado Extraordinario            | José "Pepe" Mujica                                |